# Ctenus denticulatus (Simon)
Ctenus denticulatus là một loài nhện trong họ Ctenidae.
Loài này thuộc chi Ctenus. Ctenus denticulatus được Simon miêu tả năm 1884.